# Opere citato
La expresión latina opere citato (‘en la obra citada’), cuya abreviatura es op. cit., a menudo considerada derivada de opus citatum (‘obra citada’), se usa para aludir en una nota a una cita anterior, siempre y cuando no sea la inmediata anterior; es decir, entre op. cit. y la obra a la que se refiere, ocurren una o varias interferencias. Se puede usar también la expresión en castellano «obra citada», cuya abreviatura es «ob. cit.»

## Ejemplos
- Heisenberg, Werner, Physik und Philosophie, Buenos Aires, La Isla, 1990, p. 46.
- Jaeger, Werner, Paideia, México, Fondo de Cultura Económica, 1996, p. 108.
- Heisenberg, op. cit., p. 119.
- Jaeger, op. cit., pp. 114-123.

Recuérdese que sustituye únicamente el título de la obra y los demás datos bibliográficos (editorial, lugar de edición, año de edición, etc.); por lo tanto, para el uso de op. cit. siempre debe indicarse el nombre del autor (o solo su apellido) antes de la locución.
En el caso de que se estén manejando citas de varias obras distintas de un mismo autor, antes de incluir la locución latina se suelen escribir las primeras palabras del título de la obra, para que no se confunda con otras del mismo autor. Ejemplo:
- Heisenberg, Werner, Physik..., op. cit., pp. 33-49.